# Li Xuemei
Li Xuemei (Guanghan, provincie Sichuan, 15 januari 1977) is een Chinese sprintster. Met een persoonlijk record van 10,79 seconden in de 100 m is ze de snelste Aziatische vrouw ter wereld. Vier dagen later verbeterde ze ook het Aziatische record op de 200 m.
Ondanks haar status als Aziatisch recordhoudster behaalde ze nog geen echte grote prestaties. Li nam deel aan de Olympische Zomerspelen 2000 en 2004, maar sneuvelde individueel nog voor de finale. In 2000 behaalde ze op de 4 x 100 m estafette met haar teamgenoten Zeng Xiujun, Liu Xiaomei en Qin Wangping wel een achtste plaats.
Haar beste prestatie op de wereldkampioenschappen indooratletiek 2001 in Lissabon door zevende te worden op de 60 m met een tijd van 7,20.

## Persoonlijke records
Outdoor
| Onderdeel | Prestatie | Datum           | Plaats   |
| --------- | --------- | --------------- | -------- |
| 100 m     | 10,79 s   | 18 oktober 1997 | Shanghai |
| 200 m     | 22,01 s   | 22 oktober 1997 | Shanghai |

Indoor
| Onderdeel | Prestatie | Datum         | Plaats   |
| --------- | --------- | ------------- | -------- |
| 60 m      | 7,19 s    | 11 maart 2001 | Lissabon |

## Palmares

### 60 m
- 2001: 7e WK indoor - 7,20 s

### 4 x 100 m estafette
- 2000: 8e Olympische Spelen van Sydney - 44,87 s